# 越川優
越川優（日語：こしかわ ゆう，英語：Yu KOSHIKAWA，1984年6月30日—）是日本排球運動員，主攻手，曾是日本代表的主力球員。目前是日本排球協會運動員委員會的委員之一。目前效力於V.LEAGUE Division 2的VOREAS北海道，經紀公司為Horipro（Horipro Inc.）。

石川縣金澤市出身，姊姊是原岡山海鷗的越川瞳美。

## 經歷

### 高中以前
越川優出生於排球世家，父親是星稜高校排球隊隊員，曾經在國體出場，母親則是在俱樂部隊打球，也有全國大賽的經驗。金澤市立野田中學校畢業之後進入位於長野縣的排球名校岡谷工業高等學校，高中二年級獲得春高亞軍。Inter High則在高一到高三期間分別獲得冠軍、亞軍和季軍。高三時獲得國體冠軍。

### 北京奧運之前
2002年釜山亞運，越川優以高中生的身分入選日本代表，是日本男排史上首度有高中生入選，該屆亞運日本獲得銅牌。高中畢業後在2003年加入Suntory Sunbirds。

2005年，越川優在亞錦賽獲得最佳得分的殊榮，並為日本暌違五屆賽事再度取得金牌立下汗馬功勞。

2006年，越川優和Suntory Sunbirds簽訂職業契約，經紀公司為Horipro（Horipro Inc.），其本人的裝備用品贊助商為Mizuno。

2007年世界盃，越川優被日本球迷稱為「日本的排球王子」，該屆比賽日本獲得第9名。

2008年北京奧運，日本男排睽違16年再度站上奧運賽場，這也是越川優首度踏上奧運舞台。小組賽第3戰對上中國的比賽當中，左膝半月板不幸斷裂，當時回到選手村並做了檢查，隊醫表示必須要開刀。然而隔天，越川向時任總教練植田辰哉表達想上場的強烈意願，植田辰哉答應了，並在小組賽第4戰的委內瑞拉戰安排越川先發。回國之後，越川進行了內視鏡手術。

### 轉戰義大利
2009年7月，越川優宣布轉戰義大利排球聯賽，並加盟當時是Serie A2（二級）的Pallavolo Padova。同一年的大冠軍盃因為膝蓋傷勢而沒有出場。

2010年4月，義大利聯賽賽程結束，越川所屬的Padova在例行賽獲得第8名。同年9月，世錦賽在義大利舉行，越川作為日本代表隨隊出賽，該屆比賽日本獲得第13名。

2011年4月，越川所屬的Padova在該賽季例行賽獲得第2名，並取得升降賽資格。Padova在升降賽擊敗對手，確定取得下個賽季的A1出賽權。同年7月，越川優續約Padova，成為日本第5個在義大利聯賽A1出賽的選手。

然而，2011年的世界盃名單並沒有看到越川優的名字。2012年，越川入選了日本男排的大名單，但沒有入選最後奧運資格賽的名單。

### 回歸日本排球界
2012年7月，越川優宣布重返日本賽場，並回歸老東家Suntory Sunbirds，效力一個賽季便宣布退團。

2013年8月，越川宣布加盟JT雷霆，並在之後的大冠軍盃作為日本代表出戰了所有比賽。該賽季越川在每一場比賽都是先發，並獲得敢鬥賞、最佳六人、發球賞，同時在得分榜和發球效果率這兩個項目都獲得了日本紀錄賞。

2014/15賽季，越川優擔任隊長，並帶領球隊拿下創隊84年來的隊史首冠，越川優獲得MVP以及最佳六人兩項大獎。

2017年賽季結束，越川優從JT退團，並宣布將轉往沙灘排球發展。

2020年8月，隸屬V.LEAGUE Divisoin 2（V2）的VOREAS北海道宣布越川優加盟的消息，越川同時也以職業沙灘排球選手的身分繼續活動。該賽季VOREAS北海道在V2例行賽排名第二，取得升降賽資格，但在升降賽不敵大分三好，無緣升上V1。

2021年7月，VOREAS北海道宣布越川優續約，並將兼任教練職位。

2022年3月，越川優宣布在賽季結束後引退。